# Lycée Bartholdi
Le lycée Bartholdi est un monument historique situé à Colmar, dans le département français du Haut-Rhin.

## Localisation
L'édifice est situé au 1, boulevard Saint-Pierre à Colmar.

## Historique

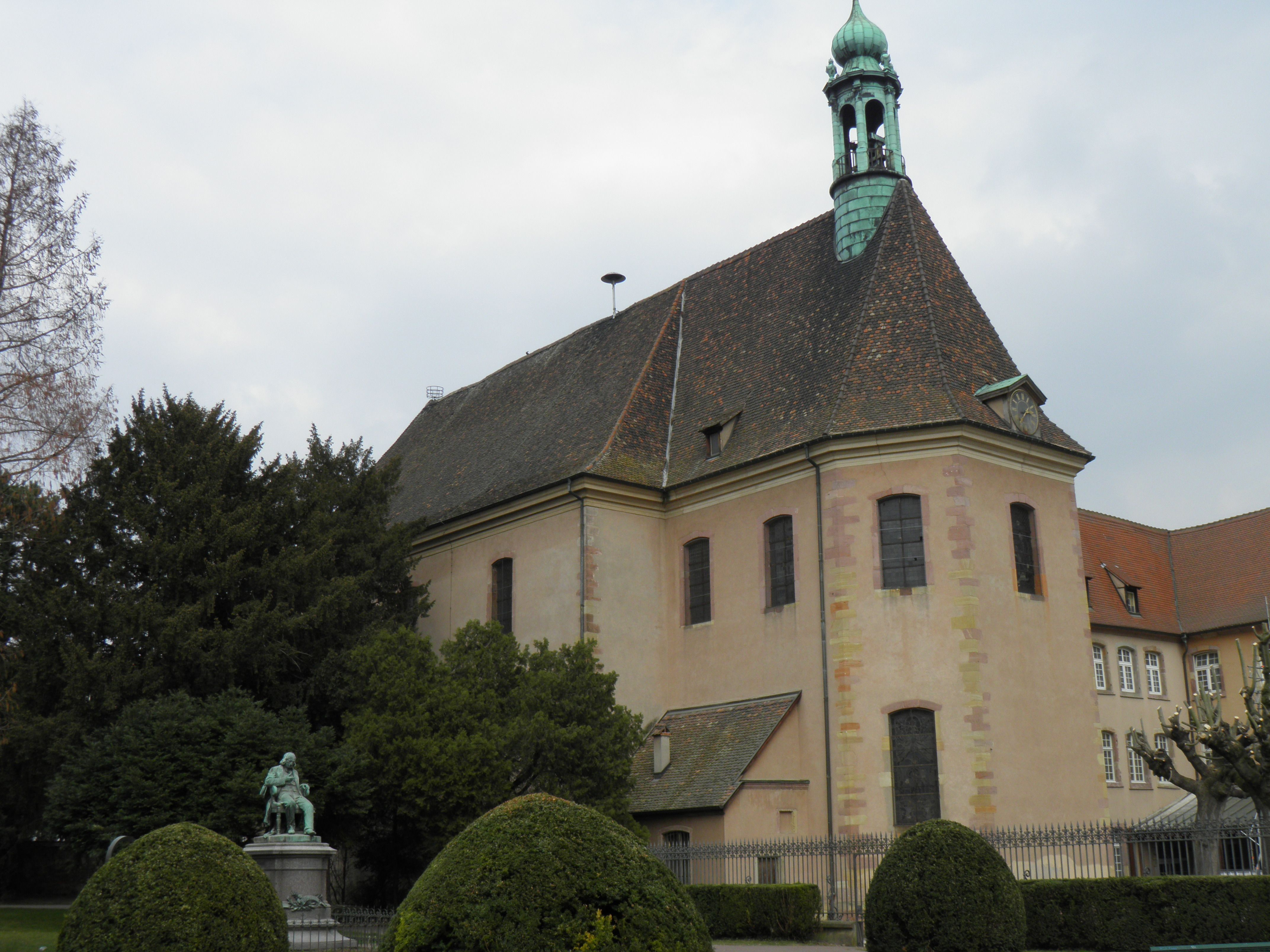
La chapelle Saint-Pierre.

À l'époque, s'élevait la Villa Columbaria qui donna naissance à la ville de Colmar par la suite. C'est au Xe siècle que le domaine (Oberhof) devint la propriété de l'abbaye bénédictine de Payerne en Suisse qui y fonda le prieuré de Saint-Pierre.
Il est vendu en 1714 aux jésuites qui y construisirent l'actuel édifice. La chapelle Saint-Pierre a été construite de 1742 à 1750,.
Après leur expulsion en 1765, l'édifice accueille le collège royal, l'école centrale du Haut-Rhin (en 1796) et le lycée impérial (en 1856).
La rampe en fer forgé de l'escalier a été réalisée par des ferronniers de Strasbourg, attirés dans la ville de Colmar au XVIIIe siècle par la renommée de la corporation des maréchaux.
Pierre-Michel d'Ixnard y réalise entre 1785 et 1787 le collège royal, la salle des actes et la bibliothèque.
La chapelle fait l'objet d'un classement au titre des monuments historiques depuis le 26 juin 1920.
Les théâtre et bibliothèque font l'objet d'un classement au titre des monuments historiques depuis le 15 mai 1923.
L'escalier d'honneur, le vestibule et sa cage font l'objet d'une inscription au titre des monuments historiques depuis le 26 mars 1986.

## Architecture
L'église est dotée d'une nef à quatre travées, rythmées par des pilastres. Le transept abrite deux autels à fronton. Sa croisée est couverte d'une coupole. Le chœur polygonal a abside arrondie.
La bibliothèque se présente sous la forme d'un vaisseau central séparé des fenêtres par un péristyle à chapiteaux (schéma identique de la chapelle de Versailles). Le plafond peint représente le Parnasse.
L'escalier comporte trois volées droites. Les rampes en fer forgé décorées de volutes, sont dans la tradition des ferronniers d'art strasbourgeois.
Présence au premier étage de la masse d'armes du blason de Colmar.

## Classement du lycée
En 2018, le lycée se classe 9e sur 25 au niveau départemental quant à la qualité d'enseignement, et 524e sur 2 277 au niveau national. Le classement s'établit sur trois critères : le taux de réussite au baccalauréat, la proportion d'élèves de première qui obtient ce diplôme en ayant fait les deux dernières années de leur scolarité dans l'établissement, et la valeur ajoutée (calculée à partir de l'origine sociale des élèves, de leur âge et de leurs résultats au diplôme national du brevet).